# Scoriaderma cordicolle
Scoriaderma cordicolle is een keversoort uit de familie somberkevers (Zopheridae). De wetenschappelijke naam van de soort werd in 1880 als Nosoderma cordicolle gepubliceerd door Charles Owen Waterhouse.